# Goesinojemeer (Transbaikal)
Het Goesinojemeer (Russisch: озеро Гусиное; ozero Goesinoje; "ganzenmeer") is een meer in het zuiden van de Russische autonome republiek Boerjatië, in het zuidoosten van Siberië (Transbaikal). Het bevindt zich op ongeveer 120 kilometer van de Boerjatische hoofdstad Oelan-Oede, nabij de grens met Mongolië. Het meer ligt op een hoogte van 550 tot 600 meter in het gelijknamige Goesinojebekken. Aan de noordoostelijke oever van het meer ligt de stad Goesinoozjorsk. Aan de andere oever ertegenover bevindt zich in het gelijknamige dorp Goesinoje Ozero de datsan Tamtsjinski, een van de oudste boeddhistische kloosters van Rusland. Een ander dorp aan het meer is Baraty.
Het meer verkreeg haar naam door de grote aantallen ganzen die op het eiland Oseredysj leefden, dat nu onder water staat, waardoor het aantal ganzen in het meer nu beperkt is. De naam werd gegeven door rondtrekkende Evenken (Toengoezen).Decembrist Nikolaj Bestoejev vermeldde dat er twee moerassen waren, waartussen een smal pad liep, waar in het midden een klein kapelletje stond. De ganzen en zwanen kwamen vliegend naar het moeras.
Uit het meer ontstaat de rivier Bain-Gol, die een zijrivier vormt van de Temnik, die weer uitstroomt in de Selenga.
In het meer komen de volgende vissoorten voor:
- eetbare soorten: baars, blankvoorn, snoek, Carassius en winde
- andere soorten: moeraselrits (Phoxinus percnurus), Leocottus kesslerii (Russisch: sjirik) en kleine modderkruiper
- (ontsnapte) viskwekerijsoorten: omoel (Coregonus autumnalis), Silurus asotus ('Amoermeerval'), Cyprinus carpio haematopterus ('Amoerkarper') en Percottus glenii ('Amoergrondel'). De laatste kwam waarschijnlijk per ongeluk mee met een lading jonge karpers uit de viskwekerij van Chabarovsk in 1969.

De ecologie van het meer wordt behoorlijk beïnvloed door de Goesinoozjorskaja GRES (waterkrachtcentrale) en de dagbouw-steenkoolmijn Cholboldzjinski.